# Cabucgayan
Cabucgayan è una municipalità di quinta classe delle Filippine, situata nella Provincia di Biliran, nella Regione del Visayas Orientale.
Cabucgayan è formata da 13 baranggay:
- Balaquid
- Baso
- Bunga
- Caanibongan
- Casiawan
- Esperanza (Pob.)
- Langgao
- Libertad
- Looc
- Magbangon (Pob.)
- Pawikan
- Salawad
- Talibong